# ملعب الملك بيليه
ملعب الملك بيليه (بالبرتغالية: Estádio Rei Pelé‏) هو ملعب متعدد الأغراض في ماسايو، البرازيل. يتم استخدامه حاليا في الغالب لمباريات كرة القدم. الملعب يتسع لـ19.105 متفرج. تم بناء الملعب عام 1970.
ملعب الملك بيليه مملوك من قبل حكومة ألاغواس وهو الملعب الذي يلعب فيه نادي سي آر بي ومركز ألاغواس الرياضي مبارياتهم على أرضهم. تم تسمية الملعب على اسم لاعب كرة القدم بيليه.

## وصلات خارجية
- Templos do Futebol